# Пауль Шульце
Пауль Шульце (нім. Paul Schulze; 6 січня 1913, Бракель — 28 липня 1980, Бракель) — німецький офіцер, майор вермахту, оберст бундесверу. Кавалер Лицарського хреста Залізного хреста з дубовим листям.

## Біографія
В 1935 році вступив у 7-й автомобільний батальйон, в 1938 році переведений в 36-й протитанковий дивізіон, командир взводу. Учасник Французької кампанії та Німецько-радянської війни. З 1942 року — командир 3-ї батареї свого дивізіону. З травня 1942 року — командир 2-го батальйону 21-го танкового полку 20-ї танкової дивізії. Відзначився у боях під Вітебськом. З травня 1944 року — командир 21-го танкового батальйону. В червні 1944 року під час боїв у Бобруйському котлі під його керівництвом була створена мобільна бойова група. З січня 1945 року — командир 1-го батальйону 130-го навчального танкового полку. В травні 1945 року здався союзникам.

## Нагороди
- Медаль «За вислугу років у Вермахті» 4-го класу (4 роки)
- Залізний хрест
  - 2-го класу (12 травня 1940)
  - 1-го класу (4 липня 1940)
- Нагрудний знак «За участь у загальних штурмових атаках» 1-го ступеня
- Нагрудний знак «За танкову атаку»
- Німецький хрест в золоті (25 квітня 1942)
- Медаль «За зимову кампанію на Сході 1941/42»
- Нарукавний знак «За знищений танк»
- Лицарський хрест Залізного хреста з дубовим листям
  - лицарський хрест (30 грудня 1943)
  - дубове листя (№538; 28 липня 1944)